# Liste des albums de Kid Paddle
Cette page présente les albums de la série de bande dessinée Kid Paddle.

## Jeux de vilains
Jeux de vilains est le premier tome de la bande dessinée Kid Paddle, sorti le 5 mars 1996, dessiné et écrit par Midam. Publié aux éditions Dupuis  (ISBN 978-2-8001-2339-4), 48 pages, cet album est colorisé par Angèle et contient 24 gags numérotés de 31 à 55b.

## Carnage total
Carnage total est le second tome de la bande dessinée Kid Paddle, dessinée et écrite par Midam. Sorti le 5 novembre 1996 aux éditions Dupuis  (ISBN 978-2-8001-2339-4), l'album est colorisé par Angèle. Il comporte 38 gags numérotés de 57 à 95b.

## Apocalypse Boy
Apocalypse Boy est le 3e album de la série de bande dessinée Kid Paddle de Midam. Il est sorti le 9 septembre 1997 chez Dupuis  (ISBN 978-2-8001-2459-9).

## Full métal casquette
Full métal casquette est le 4e album de la série de bande dessinée Kid Paddle, écrite et dessinée par Midam. Il est sorti le 6 octobre 1998 chez Dupuis  (ISBN 978-2-8001-2594-7).

## Alien chantilly
Alien chantilly est le 5e album de la série de bande dessinée Kid Paddle de Midam. Il est sorti en 1999 chez Dupuis  (ISBN 978-2-8001-2782-8). Cet album contient plusieurs gags d'une ou plusieurs pages. Le guichetier du cinéma y fait sa première apparition.

## Rodéo Blork
Rodéo Blork est le 6e album de la série de bande dessinée Kid Paddle de Midam. Il est sorti en 2000 chez Dupuis  (ISBN 978-2-8001-2957-0).

## Waterminator
Waterminator est le septième tome de la bande dessinée Kid Paddle, sorti en 2001 aux éditions Dupuis  (ISBN 978-2-8001-3111-5), dessiné et écrit par Midam.

## Paddle… My Name Is Kid Paddle
Paddle… My Name Is Kid Paddle est le 8e album de la série de bande dessinée Kid Paddle de Midam. Il est sorti en 2002 aux éditions Dupuis  (ISBN 978-2-8001-3259-4).

## Boing! Boing! Bunk!
Boing ! Boing ! Bunk ! est le 9e album de la série de bande dessinée Kid Paddle de Midam. Il est sorti en 2004 aux éditions Dupuis  (ISBN 978-2-8001-3359-1).

## Dark, j'adore!
Dark, j'adore ! est le dixième tome de la bande dessinée Kid Paddle, sorti en 2005 aux éditions Dupuis  (ISBN 978-2-8001-3519-9), dessiné et écrit par Midam.

## Le Retour de la momie qui pue qui tue
Le Retour de la momie qui pue qui tue est le 11e album de la série de bande dessinée Kid Paddle, écrite et dessinée par Midam. Il est sorti en 2007 aux éditions Dupuis  (ISBN 978-2-8001-3949-4).

## Panik Room
Panik Room est le douzième tome de la série des Kid Paddle, sorti en août 2011 chez MAD Fabrik  (ISBN 978-2-9306-1807-4). On y voit pour la première fois Zara, une fille amoureuse de Kid.

## Slime Project
Slime Project est le treizième tome de la bande dessinée Kid Paddle, sorti en 2012 aux éditions MAD Fabrik  (ISBN 978-2930618272), dessiné et écrit par Midam.

## Serial Player
Serial Player est le quatorzième tome de la bande dessinée Kid Paddle, sorti en 2014 aux éditions MAD Fabrik  (ISBN 978-2723499712). L'album, dessiné et écrit par Midam, comporte 49 pages.

## Men in Blork
Men in Blork est le quinzième tome de la bande dessinée Kid Paddle, sorti en 2017 aux éditions MAD Fabrik  (ISBN 978-2723499880). L'album, dessiné et écrit par Midam, comporte 45 pages.

## Kid N'Roses
Kid N'Roses est le seizième tome de la bande dessinée Kid Paddle, sorti en 2020 aux éditions MAD Fabrik  (ISBN 979-10-34747-77-1). L'album, dessiné et écrit par Midam, comporte 43 pages.

## Tatoo compris
Tatoo compris est le dix-septième tome de la bande dessinée Kid Paddle, sorti en 2021 aux éditions Dupuis  (ISBN 979-10-34754-41-0). L'album, dessiné et écrit par Midam, comporte 48 pages.

## Silence of the Lamps
Silence of the Lamps est le dix-huitième tome de la bande dessinée Kid Paddle, sorti en 2022 aux éditions Dupuis.

## Love, Death and Roblorks
Love, Death and Roblorks est le dix-neuvième tome de la bande dessinée Kid Paddle, sorti en 2023 aux éditions Dupuis.

## Blork Chef
Blork Chef est le vingtième tome de la bande dessinée Kid Paddle, sorti en 2024 aux éditions Dupuis.

## Hors-séries

### Compil gore
Compil gore est un album hors-série de la bande dessinée Kid Paddle, écrite et dessinée par Midam. Il est sorti en 2009 aux éditions Dupuis  (ISBN 978-2-8001-4280-7).
Cet album est une anthologie des planches « gore » de Kid Paddle parues dans Le Journal de Spirou puis dans les 11 premiers albums de la série (de Jeux de vilains en 1996 à Le Retour de la momie qui pue qui tue en 2007).
La première édition contient un poster, ainsi qu'une planche en odorama sur 5 % du tirage.

### Kid Paddle Monsters
Kid Paddle Monsters est un album hors-série de la bande dessinée Kid Paddle de Midam sorti en 2010 chez MAD Fabrik  (ISBN 978-2-9600-9387-2).

### Kid Paddle cherche et trouve
Kid Paddle cherche et trouve est un album hors-série de la bande dessinée Kid Paddle, écrit par Araceli Cancino et dessiné par Midam, sorti en 2012 chez MAD Fabrik  (ISBN 978-2-9306-1822-7). Il s’agit d’un album-jeu reprenant le concept de Où est Charlie ? appliqué à l’univers de Kid Paddle.